# 링컨 에비에이터
링컨 에비에이터(영어: Lincoln Aviator)는 링컨의 준대형 스포츠 유틸리티 자동차이다. 익스플로러의 플랫폼을 공용한다.

## 1세대
3세대 익스플로러를 기반으로 고급화하여 2002년에 출시했다. 대한민국에서는 2004년에 출시됐으며, 302마력 V8 4.6리터 DOHC 가솔린 엔진이 장착됐다.
그러나 한 체급 위의 차종인 네비게이터와 맞먹는 옵션으로 인해 익스플로러는 물론, 미국 현지에서는 익스페디션보다 비싼 가격으로 나왔다. 이 때문에 판매 부진으로 2006년에 단종되었으며, 한동안 MKT와 MKX가 자리를 채웠다. 대한민국에서도 에비에이터의 판매가 중지된 후에는 한 체급 아래의 MKX가 대체 모델로 수입되었다.

## 2세대
2010년대 후반부터 미국에서 SUV가 세단보다 더 인기몰이를 하기에 부활시켰다. 6세대 익스플로러의 모노코크 후륜구동 기반 플랫폼을 기반으로 2018년에 출시되었다. 링컨 최초의 플러그인 하이브리드 차량이다. 대한민국에는 2020년 4월 21일에 405마력 V6 3.0리터 가솔린 트윈터보 사양이 우선 들어왔으며, 동년 9월 2일에는 V6 3.0리터 가솔린 플러그인 하이브리드도 추가했다.

## 경쟁 차량
- 벤츠 - GLE
- BMW - X5
- 아우디 - Q7
- 제네시스 - GV80
- 렉서스 - LX
- 볼보 - XC90
- 인피니티 - QX60